# Synodontis macrostigma
Synodontis macrostigma är en fiskart som beskrevs av Boulenger, 1911. Synodontis macrostigma ingår i släktet Synodontis och familjen Mochokidae. IUCN kategoriserar arten globalt som livskraftig. Inga underarter finns listade i Catalogue of Life.